# Erianthina deflorata
Erianthina deflorata är en insektsart som först beskrevs av Brunner von Wattenwyl 1893.  Erianthina deflorata ingår i släktet Erianthina och familjen Chorotypidae. Inga underarter finns listade i Catalogue of Life.